# Vosmaeropsis griseus
Vosmaeropsis griseus är en svampdjursart som beskrevs av Tanita 1939. Vosmaeropsis griseus ingår i släktet Vosmaeropsis och familjen Heteropiidae.
Artens utbredningsområde är havet kring Japan. Inga underarter finns listade i Catalogue of Life.